# Château de Montespieu
Le château de Montespieu est une forteresse néo-médiévale situé à Navès dans le Tarn (France). Construit sur des bases remontant au XIIe siècle, il fut entièrement reconstruit au XVIe siècle, remanié au XVIIe puis restauré en 1900.
Il est inscrit au titre des monuments historiques par arrêté du 26 octobre 1992.

## Historique

### XIIeauXVesiècle
La seigneurie de Montespieu appartenait à l'origine aux chevaliers de Caudière, attestés dès le début du XIIIe siècle, avec pour premier seigneur connu Pierre Ier de Caudière. A la fin du siècle suivant, il passa à la famille Hue ou d'Hugues.

### XVIesiècle
L'on sait par la suite qu'aux alentours de 1508, le château primitif, mal localisé par les documents et distant du château actuel d'à peu près une lieue était en ruines. Le château actuel fut construit vers 1510 par Pierre III d'Huc et ses fils agrandirent le domaine, puis la seigneurie passa par alliance aux Padiès. À la suite de ce mariage survint un procès qui a l'avantage de nous donner une description fidèle de l'état du château en 1554.
Par la suite, le château passa à la famille de Toulouse-Lautrec, dans la branche des barons de Montfa. En 1570, Montespieu fut pillé et incendié par l'armée du roi, probablement dans le contexte des guerres de Religion. Le 23 janvier 1590, Marguerite de Sales, la veuve de Jean de Nadal, seigneur de Lacrouzette, dont le vicomte et le baron de Montfa avaient épousé deux filles, Renée et Anne, fut prise dans un traquenard et assassinée à trois lieues de Montespieu avec une de ses filles et une servante par un de ses serviteurs. Le 19 juillet 1591, il se produisit une échauffourée entre le vicomte et le baron de Montfa et les habitants de Labruguière qui soupçonnaient les Toulouse-Lautrec de faire partie de la Ligue. Le duc Henri Ier de Montmorency, gouverneur de Castres fit emprisonner les deux seigneurs un court moment mais il les libéra bientôt et le vicomte se retira à Montespieu.
Le 21 mars 1592, un soldat de Labruguière, nommé Bonavene ayant été maltraité par le vicomte de Montfa, obtint un ordre de Montmorency, prit une petite troupe et alla prendre d'assaut le château de Montespieu. Cependant, le vicomte put lui échapper. Enfin, en cette même année 1592, Montespieu fut à nouveau pillé et incendié.

### XVIIesiècleà aujourd'hui

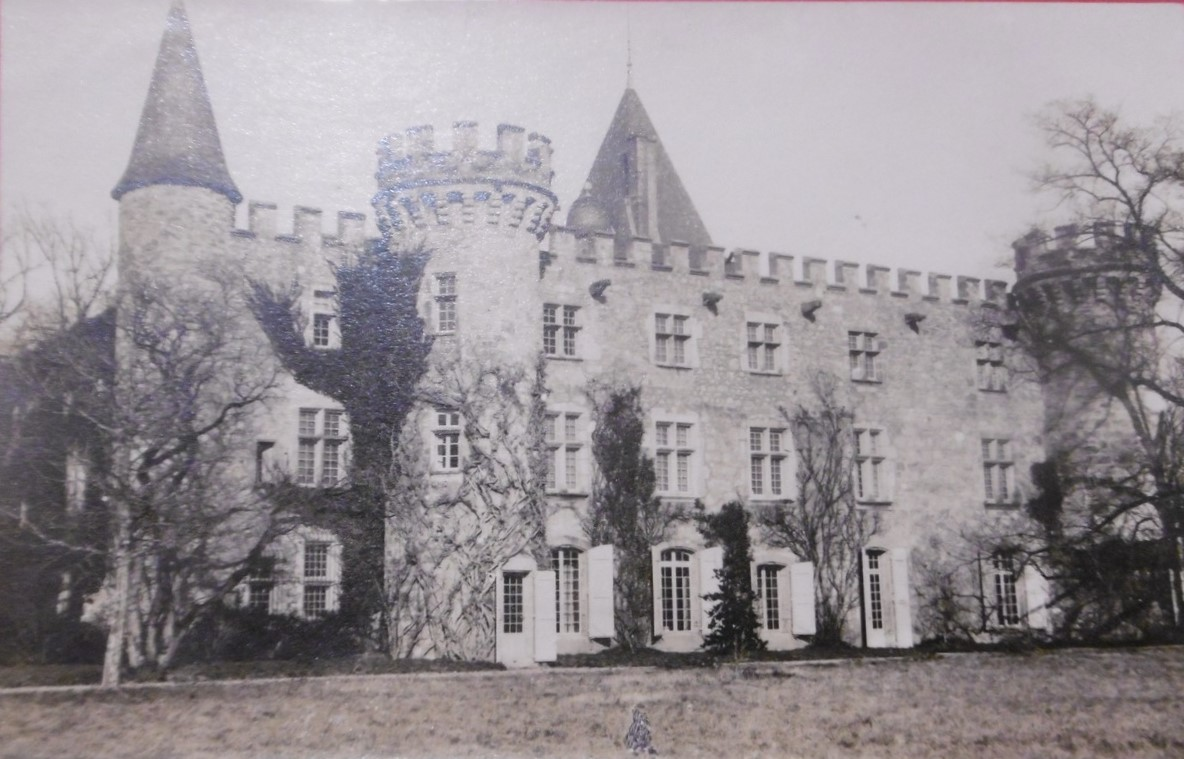
Carte postale du château

Le 23 mai 1600, Montespieu fut acquis par Abel de Suc, président réformé de la chambre de l'édit de Castres. Par la suite, un acte en date du 17 septembre 1664 indique les réparations à effectuer au château ainsi qu'une description détaillée de la bâtisse : les fossés sont indiqués, ainsi que le pigeonnier et l'entrée est signalée au levant. Aux Suc succédèrent la famille de Scorbiac, puis, en 1680 Antoine de Juge, sieur de Fabrègues, acquit Montespieu par préemption.
La Révolution française entraîna à Montespieu quelques dommages puisque les créneaux furent arasés, mais Paul de Juge entreprit de restaurer le château à la fin du siècle dernier. Et ce fut l'architecte Henri-Paul Nénot qui en 1896 entreprit ce vaste chantier. Cette famille protestante le conserva ainsi que le domaine jusqu'en 1964 date de la mort d'Henriette de Juge de Montespieu.
Le château et les communs dont le pigeonnier ont été inscrits à l'inventaire des monuments historiques le 26 octobre 1992. Il est actuellement utilisé pour l'organisation de mariages et d'événements divers.

## Architecture
Le château de Montespieu est un vaste rectangle qui présente les caractéristiques d'une forteresse néo-médiévale. Il est flanqué de sept tours, trois au corps principal et quatre aux pavillons construits en équerre.